# Anton Sloboda
Anton Sloboda (* 10. července 1987, Považská Bystrica) je slovenský fotbalový záložník, od července 2016 hráč klubu FC Spartak Trnava.

## Klubová kariéra
Odchovanec považskobystrického fotbalu hrál na Slovensku ještě za MFK Ružomberok.
V kalendářním roce 2012 působil v českém mužstvu FK Viktoria Žižkov, kde hrál Gambrinus ligu (sezóna 2011/12) i 2. českou ligu (sezóna 2012/13).
24. ledna 2013 přestoupil do týmu polské Ekstraklasy Podbeskidzie Bielsko-Biała, kde podepsal 1½roční kontrakt. Od července 2015 do února 2016 nehrál soutěžní zápas kvůli zranění nártu. Podbeskidzie sestoupilo v sezóně 2015/16 do druhé polské ligy.
V červenci 2016 přestoupil z Podbeskidzie na Slovensko do FC Spartak Trnava, neboť chtěl pokračovat v některé nejvyšší lize. O hráče se zajímaly i kluby FC Baník Ostrava (Česko) a Korona Kielce (Polsko).